# Tazo
Tazo é um brinquedo colecionável que foi lançado no México pela Sabritas em 1994, e que foi exportado mundialmente pela PepsiCo. O colecionável chegou ao Brasil através da Elma Chips, empresa que o distribuiu nacionalmente dentro das embalagens de seus salgadinhos a partir de março 1997. O sucesso do tazo durou cerca de 15 anos, desde seu lançamento em 1994 até cerca de 2009.
Apesar de existirem muitas coleções com características similares, a palavra Tazo é marca registrada pela PepsiCo. No Brasil o registro nominativo foi concedido a empresa, através do INPI, em 12 de agosto de 1997, sob o número de processo 818547685, e tem vigência até 12 de agosto de 2027.

## Origem
Os Tazos surgiram na primeira metade da década de 1990, através de Pedro Padierna, que até então era vice-presidente de marketing da empresa mexicana de salgadinhos Sabritas, empresa subsidiária do ramo de salgados do grupo americano PepsiCo, e de seu colega de trabalho Fabian de la Paz, que juntos buscavam uma nova campanha para aumentar as vendas dos produtos da marca. Durante a busca por uma nova campanha, a dupla relembrou do sucesso obtido pelos cards de futebol que eram disponibilizados no México dentro das embalagens de salgadinho, cards esses que Pedro Padierna colecionou durante a sua infância, e a partir disso decidiram usar da mesma estratégia, oferecendo brindes promocionais dentro das embalagens dos produtos da empresa.
Em uma exposição de promoções nos Estados Unidos, Fabian de la Paz conheceu os POGs através do chefe de marketing da a empresa canadense que originalmente os imprimiu. Ao saber do sucesso que os itens obtiveram no Havaí dentre as décadas de 1930 e 1950, e que os mesmos estavam disponíveis para o licenciamento de novas empresas, Fabian fechou negócio e levou o produto ao México.
Uma agência de publicidade foi contratada para desenvolver uma nova nomenclatura ao produto, e após diversas tentativas chegou ao nome Tazo, uma abreviação de “taconazo”, que em espanhol significa “salto” ou “calcanhar”, uma referência a uma brincadeira popular dentre as crianças do México, na qual se usa essa parte do sapato para chutar tampinhas.
Em 1994 a Sabritas promoveu sua primeira campanha de comercialização dos Tazos no México, trazendo em sua temática os personagens Looney Tunes, que estamparam 100 Tazos colecionáveis divididos em quatro classificações, 40 Tazos retratando cenas da série animada, 20 Súper Tazos apresentando metade do corpo dos personagens, 20 Mega Tazos com a imagem do personagem  seu respectivo nome, e 20 Máster Tazos, estes que apresentavam os personagens vestidos de rappers. A atriz mexicana Angélica Vale, aos 19 anos, foi encarregada de ensinar as regras do jogo através de um comercial de TV, que mostrava crianças jogando Tazos nas grandes cidades do país, e relatando a enorme popularidade que os colecionáveis estavam obtendo em todo o México.
No mesmo ano a empresa voltou a lançar um nova coleção trazendo os personagens da franquia Looney Tunes, mas dessa vez com uma nova proposta, nessa nova coleção os Tazos tinham uma espécie de rebaixo em formato de pino em seu centro, o que permitia girar como um pião. Essa coleção, assim como a anterior, era composta por 100 Tazos e subdividida em quatro classificações, 40 GiraTazos que traziam os personagens trajados como figuras históricas, 20 Súper GiraTazo onde os personagens mostraram monumentos arquitetônicos do mundo, 20 Mega GiraTazo nos quais os personagens usavam vestimentas típicas de acordo com um país, e 20 Máster GiraTazo onde os personagens represntavam danças típicas mundiais.
Ainda em 1994, embora por muitas vezes seja citado como sendo em 1995, a Sabritas lançou sua primeira coleção de tazos holográficos trazendo ilustrações dos Tiny Toons, que mudavam conforme o Tazo era mexido. A ideia de licenciar essa nova franquia surgiu de Pedro Padierna, que acreditava que uma coleção apresentando a versão “fofa” dos Looney Tunes seria capaz de atrair público de ambos os sexos. O sucesso obtido através dessa nova coleção despertou o interesse da PepsiCo, que decidiu exportar o Tazo para todos os demais países onde a empresa comercializava seus salgadinhos.

## NFTazos, os primeiros Tazos digitais
Em novembro de 2022 a PepsiCo disponibilizou com exclusividade para o público mexicano a primeira coleção em NFT dos Tazos, como se fossem uma criptomoeda, esses que foram chamados NFTazos.
Os Tazos digitais passaram a ser distribuídos através do aplicativo oficial da empresa, o JOY, na sistemática de troca de pontos. Para acumular pontos para obter um NFTazo se fez necessário cadastrar os códigos promocionais, encontrados nas embalagens de salgadinhos participantes da promoção, dentro do JOY, que também atua como carteira digital para armazenar os exemplares digitais.
O primeiro lançamento de NFTazos trouxe 16 estampas diferentes fazendo alusão ao futebol, e contou com apenas mil unidades distribuídas, que segundo o comunicado da PepsiCo se esgotaram em menos de 18 minutos.
Em maio de 2023 a empresa lançou uma segunda coleção de NFTazos, dessa vez trazendo estampas de Checo Pérez, piloto de Fórmula 1 e então embaixador da linha de salgadinhos Ruffles no México. Além dos colecionáveis digitais, dessa vez a empresa também disponibilizou 30 unidades de um box contendo as dez estampas da coleção em formato físico, mas para consegui-las os colecionadores antes precisaram coletar todas as estampas em formato NFT.

## No Brasil
A promoção "Tazo Mania", foi lançada no início de 1997, a primeira coleção da marca, foi a coleção: Pernalonga e seus Amigos, a coleção era formada por 80 tazos normais, sendo divididos em normais (40 tazos), super (20 tazos) e mega (20 tazos), além dos 80 tazos, a coleção contava também com alguns extras para incrementar a brincadeira, sendo eles: master tazos (36), porta tazo (6), tapetazo (6) e o Livro Ilustrado (álbum), todos os extras da coleção eram vendidos em forma de "kit", exceto o álbum que era vendido separadamente em lojas especializadas, e no final da coleção os master tazos passaram a ser vendidos nos snacks maiores e mais caros.

### Tazos no Brasil nos anos 2020
Em abril de 2020, a PepsiCo lançou uma nova coleção de tazos inspirados na UEFA Champions League, sendo disponibilizados em pacotes de batatas fritas Lay's. Em setembro do mesmo ano, foi a vez dos tazos da franquia de video-games Pac-Man da Bandai Namco nos pacotes de Ruffles, Doritos e Cheetos.
UEFA Champions League é uma coleção de tazos promocionais lançados pela Elma Chips no Brasil no ano de 2020 onde estampava as bolas das finais da liga dos campeões de futebol da Europa dentre as temporadas de 2000/2001 a 2019/2020.

## Coleções Elma Chips
Alguns exemplos de coleções de tazos lançados no Brasil:
- Looney Tunes - Tazo Mania (1997)
- Animaniacs - Tazo Arma e Voa (1997)
- Tiny Toon - Magic Tazo (1997)
- O Máskara - Ultra Magic Tazo (1998)
- Pokémon - Tazo e Evolutazo (2000)
- Toon na Copa (2002)
- YU-GI-OH! - Magic Tazos (2003)
- YU-GI-OH! - Arma e Voa (2003)
- YU-GI-OH! - Metal Tazos (2003)
- Bob Esponja - Tazos Titanium (2004)
- Iron Man 2 (2010)
- Vingadores - Super Tazo Live (2012)
- Piratas - Tazos com Lançadores (2013)
- UEFA Champions League (2020)
- PAC-MAN 40 anos (2020)

#### UEFA Champions League
A volta dos tazos ao Brasil em 2020 com a campanha chamada de #TazoVoltou foi bem recebida por grande parte do público que estava ansioso com a volta dos colecionáveis. Os tazos que consagram a Elma Chips no Brasil no final da década de 90 estavam sem novas coleções desde 2013 no país. Os inúmeros pedidos pela volta dos tazos por parte do público adulto somado ao intuito de apresentar os tazos a uma nova geração foi o que levou a Elma Chips a voltar a produzir os colecionáveis.
A aposta no Futebol: A paixão do brasileiro pelo futebol foi inspiração para a coleção de tazos UEFA Champions League segundo Daniela Cachich, vice-presidente de marketing da PepsiCo. A coleção composta por 20 tazos exclusivos traziam como estampa as bolas das finais da liga dos campeões da Europa dentre a temporada 2000/2001 a temporada 2019/2020, e em seu verso apresentava curiosidades como a quantidade de gols e o campeão da edição.
Mesmo com a tão solicitada volta dos tazos a Elma Chips recebeu críticas negativas de alguns consumidores em suas redes sociais, insatisfeitos com o tema que estampava a nova coleção, essa que era diferente dos colecionáveis lançados pela dentre o final dos anos 90 ao final os anos 2000, coleções que normalmente apresentavam animações da época como Looney Tunes, O Máskara e Pokémon, Liga da Justiça, Yu-gi-oh! e Dragon Ball Z.
Campanha Publicitária com Daniel Alves: Não contando com o período de isolamento social provocado pela Pandemia de COVID-19 no Brasil, em março de 2020 a PepsiCo apostou em uma comunicação exclusivamente voltada para as suas mídias sociais. A campanha desenvolvida pela agência AlmapBBDO teve seu ponto alto no dia 6 de abril de 2020, onde o jogador de futebol Daniel Alves passou a estrelar os vídeos promocionais da campanha onde mostravam o atleta fazendo algumas intervenções com os brindes dos salgadinhos e pedindo dicas aos fãs de como brincar com eles. As respostas mais criativas possibilitavam conversas entre o atleta e os consumidores. Daniel Alves chegou a publicar conteúdo da promoção em suas próprias redes sociais que contavam com mais de 30 milhões de seguidores na época.
Produtos Participantes: A batata Lay's, então patrocinadora da UEFA Champions League, foi o único produto da PepsiCo a trazer os tazos UEFA Champions League em suas embalagens no Brasil, diferente de campanhas já realizadas pela empresa em outras décadas, onde quase todos seus produtos da marca continham os brindes.
Embalagem sem Tazos
A promoção #TazoVoltou foi marcada por polêmicas, quando alguns consumidores começaram a relatar em suas redes sociais não estar encontrando o brinde dentro das embalagens participantes da promoção. Também houve relatos e consumidores que encontraram até 30 tazos dentro da mesma embalagem. Insatisfeitos muitos consumidores buscaram maiores esclarecimentos junto ao SAC da empresa, assim como suas redes sociais e também plataformas alternativas de denúncia por inconformidade de produtos ou serviços.
A PepsiCo por sua vez assumiu a sua responsabilidade e se desculpou com os consumidores insatisfeitos, e ainda ofereceu tratativa individual a cada um. A empresa afirmou que o ocorrido s deu em virtude de contratempo pontual em sua linha de produção.

#### PAC-MAN 40 anos
Lançamento: Em meados de setembro de 2020 a Elma Chips, empresa o grupo americano PepsiCo, anunciou sua segunda coleção do ano, a coleção PAC-MAN 40 anos. Em comemoração aos 40 anos de uma das franquias mais populares dos games a empresa trouxe ao Brasil 40 modelos de tazos exclusivos do personagem.
Fusão entre o analógico ao digital em meio a Pandemia: Com a proposta de unir o analógico ao digital e proporcionar momentos de diversão em família em virtude ao distanciamento social provocado pela pandemia do Covid 19, a empresa responsável pela promoção criou uma plataforma online onde as pessoas podiam jogar fases exclusivas da franquia Pac-Man, criadas especialmente para a campanha. Para jogar esse jogo e participar do ranking de pontuação era necessário escanear o QR Code disponível nas tiras promocionais ou acessar o hotsite da promoção para inserir o código encontrado no verso Tazos.
Campanha Virtual: Para promover a promoção a Elma Chips, realizou campanhas em suas redes sociais e na TV com um visual totalmente nostálgico com muitas referências aos jogos da franquia Pac-Man. No comercial principal da campanha, um garoto aparece saindo de uma loja com um salgadinho Ruffles e ao colocar a mão no pacote encontra um tazo da coleção, a partir daí é transportado para o universo PAC-MAN onde começa a encontrar diversos tazos da promoção em seu caminho, além de ser perseguido pelos icônicos fantasminhas do jogo.
Produtos Participantes: Após testar a aceitação da coleção anterior, Uefa Champions League, que estavam presentes exclusivamente nos pacotes de batatas Lay’s a empresa optou por disponibilizar a coleção PAC-MAN 40 anos em outros produtos da marca como Doritos, Cheetos, Ruffles, Lay's, Fandangos, Sensações, Cebolitos e Baconzitos.
Coleção voltada para o público adulto: Em declaração, Daniela Cachich vice-presidente de marketing da PepsiCo Brasil diz que a empresa buscou atender aos pedidos de boa parte dos consumidores já adultos, revivendo a nostalgia dos tazos junto a um dos maiores sucessos dos games em um retorno emblemático.
Advertência: Pode não conter Tazos: A fim de minimizar problemas com diversos pacotes vazios, como ocorreu na promoção antecessora, a UEFA Champions League, os pacotes dos produtos participantes apresentavam em suas tiras promocionais um aviso de que poderia conter mais de um, ou não conter tazo dentro do pacote devido a inserção automatizada do brinde.

## Coleções similares no Brasil
Ao longo da década de 1990, muitos itens com características similares aos Tazo foram lançados no Brasil, a própria Elma Chips lançou em 1993 a coleção Gangsauros, que era composta por figurinhas autocolantes e também por discos redondos com estampas holográficas, similar ao Tazo tradicional, porém em um tamanho menor. A Brahma, através da linha de refrigerantes Sukita, pode ter sido a pioneira ao tentar implementar o jogo, popularmente chamado de Tazo, no Brasil. Em meados de 1995 a empresa lançou uma coleção de Caps, porém não obteve sucesso, o motivo disso foi apontado por diversas pessoas como sendo o baixo investimento, que resultou em uma má qualidade gráfica das peças.
Nos anos 90 a Riclan, através dos tradicionais chicletes Buzzy, lançou sua primeira coleção de "Buzzy Caps", trazendo em suas estampas desenhos com temáticas fantasiosas, e logo foi popularizado como "Tazo de chiclete". Em 2021 a empresa lançou uma nova coleção de 30 Buzzy Caps com realidade aumentada, exclusiva em papelão, apresentando monstros estampados em sua face, além de um "Porta Caps" exclusivo para o armazenamento da coleção.
Em 1997, a Panini Comics lançou uma série colecionável chamada "Capssetas", que acompanhava o álbum ilustrado do grupo humorístico Casseta & Planeta e POGs de marcas como Disney e Power Rangers, a Editora Escala criou POGs da Turma do Gabi, série de quadrinhos infantis de Moacir Torres.
Em 2004, a empresa voltou a lançar uma nova coleção, dessa vez similar aos Metal Tazos da Elma Chips, chamada de "Rappers'", que trazia em suas estampas personagens da série Pokémon Advanced. Os Rappers' eram adquiridos nos pacotes de figurinha da coleção que ainda era composta por um álbum, e não podiam ser vendidos separadamente.
Em 1998, a marca de chicletes Ping Pong, lançou uma coleção, similar ao Tazo, chamada de "Zaps", que através das suas 80 ilustrações apresentava animais de diversas regiões do mundo,  na época ameaçados de extinção.
Em 2018, o youtuber Luccas Neto lançou e promoveu em seu canal do Youtube uma coleção a qual chamou de Tazos, e que vinham como brinde no seu primeiro livro, As Aventuras na Netoland Com Luccas Neto, apenas durante o período de pré-venda no site da Livraria Saraiva. Em 2021, o youtuber lançou uma nova coleção, dessa vez sobre a alcunha de "Tik Toons", que eram parte integrante do seu álbum de figurinhas.

## Curiosidades
Em dezembro de 1997, a Colorama, empresa especializada em produtos infantis, pretendia lançar um brinquedo capaz de fabricar itens similares aos Tazos, que poderiam ser personalizados a partir de qualquer desenho, porém o lançamento foi adiado para janeiro de 1998, pois o fabricante não conseguiu acabar o produto em tempo de chegar às lojas até o Natal.
Em 2018, durante os eventos em comemoração ao aniversário de 75 anos da Sabritas, a marca de salgadinhos em parceria com a também empresa mexicana, Nomadx, promoveu o primeiro torneio nacional de Tazos no México. A competição, em que os candidatos deveriam se inscrever de forma gratuita através do site oficial da competição e ser maiores de 13 anos, foi disputada em 5 etapas classificatórias com arbitragem em cidades distintas, e propos oferecer uma premiação de até  50 mil pesos mexicano ao grande vencedor. A primeira etapa aconteceu em  1º de setembro na Cidade do México, seguida pelas próximas etapas que ocorreram em Mérida em 8 de setembro, Guadalajara em 22 de setembro, Tijuana em 29 de setembro, e a última etapa acontceu na cidade de Monterrey em 6 de outubro, onde também aconteceu a grande final na mesma data.

## Distribuição mundial
Os Tazos chegaram na Espanha em 1994 através da Matutano.